# 塔亚苏
塔亚苏是巴西圣保罗州的一个市镇。总面积106.932平方公里，总人口6065人，人口密度56.7人/平方公里。